# Zatoka Hudsona
Zatoka Hudsona (ang. Hudson Bay, fr. Baie d'Hudson) – zatoka w Ameryce Północnej, głęboko wcinająca się w kontynent i wypełniająca większość nieckowego zagłębienia w Tarczy Kanadyjskiej, oddzielona od Atlantyku półwyspem Labrador. Część Oceanu Arktycznego. Ze względu na swój znaczny rozmiar, może być uznawana za morze śródlądowe. Z Atlantykiem połączona Cieśniną Hudsona, a z Oceanem Arktycznym – systemem cieśnin (poprzez Basen Foxe’a). Zatoka do 8 miesięcy w roku jest pokryta lodem. Nazwa zatoki pochodzi od nazwiska jej odkrywcy, angielskiego żeglarza Henry’ego Hudsona.
- powierzchnia – 819 tys. km² (według różnych źródeł od ok. 500 do ok. 1200 tys. km²)
- maksymalna głębia – 274 m (według różnych źródeł od ok. 250 do ok. 300 m)
- średnia głębokość – 112 m
- wysokość pływów – od 5 do 8 m

Wybrzeża akwenu niskie, skaliste i niedostępne. W obszarze Niziny Hudsońskiej bagniste. W południowej części posiada wyraźnie zarysowaną Zatokę Jamesa. W północnej i we wschodniej części zatoki znajdują się wyspy i archipelagi: Southampton, Coatsa, Mansela, Wyspy Ottawa, Wyspy Belchera oraz Akimiski.
Zlewisko Zatoki Hudsona obejmuje obszar 3 861 400 km². Najważniejszymi rzekami uchodzącymi do zatoki są Nelson, wchodząca w skład dużego systemu rzecznego rzeki Saskatchewan i Churchill, płynące w kierunku wschodnim od Kontynentalnego działu wodnego Ameryki Północnej, jak również wpływająca po drugiej stronie zatoki (w prowincji Quebec) La Grande Rivière. Inne rzeki uchodzące do Zatoki Hudsona to między innymi: Thelon, Hayes, Severn, Winisk, Attawapiskat, Albany, Moose. Największymi osadami na wybrzeżach zatoki są Rankin Inlet, Arviat, Inukjuak, Puvirnituq, Churchill.
Temperatura wód powierzchniowych Zatoki Hudsona zimą spada poniżej 0 °C zaś latem wynosi od 3 °C w północnej części do 9 °C w południowej. Pokrywa lodowa utrzymuje się od grudnia do początków czerwca. Średnie zasolenie wód powierzchniowych wynosi od 23‰ na południowym zachodzie do 30‰ w części północnej.